# واندا إيوينغ
واندا إيوينغ (بالإنجليزية: Wanda Ewing)‏ هي رسامة أمريكية، ولدت في 1970 في أوماها في الولايات المتحدة، وتوفي بنفس المكان في 2013.